# Phrynarachne fatalis
Phrynarachne fatalis là một loài nhện trong họ Thomisidae.
Loài này thuộc chi Phrynarachne. Phrynarachne fatalis được Octavius Pickard-Cambridge miêu tả năm 1899.